# کوسماس ایندیکوپلوست
کوسماس ایندیکوپلوست (انگلیسی: Cosmas Indicopleustes; ۱ ژانویهٔ ۰۶۰۰ – ۱ ژانویهٔ ۰۵۵۰) گردشگر، اخترشناس، نویسنده، و جغرافی‌دان اهل امپراتوری بیزانس بود. ] او مسافری قرن ششم بود که در زمان امپراتور ژوستینین یکم چندین سفر به هند انجام داد.